# سرخرگ اصلی شست دست
سرخرگ اصلی شست دست (انگلیسی: Princeps pollicis artery) از سرخرگ‌های دست است. خاستگاه آن سرخرگ زند بالایی (رادیال) و پراکندگی و پایانه آن طرفین و طرف کف‌دستی شست است. شاخه آن نیز سرخرگ زند زبرین انگشت اشاره است.
سرخرگ اصلی شست دست درست در ناحیه‌ای که سرخرگ زند بالایی به طرف داخل (درون‌سو) به سوی قسمت عمیق دست می‌چرخد، از آن جدا می‌گردد. سرخرگ اصلی شست دست در امتداد کنار داخلی استخوان یکم کف‌دستی (متاکارپال) تا قاعده بند پروگزیمال (نزدینه‌ای) انگشت شست حرکت می‌کند در آنجا در زیر زردپی ماهیچه دراز خم‌کننده شست دست به دو شاخه تقسیم می‌شود.